# 大茶園
《大茶園》 (英語：Fate Cast In The Wind)，香港無線電視古裝劇，1988年5月16日-6月10日首播。

## 劇情簡介
清末光緒年間，安徽祁門茶園莊主羽軒 ( 鮑方飾 ) 的女兒羽亦姿 ( 林漪娸飾 ) ，與富商顧茂鈞 ( 江毅飾 ) 之獨子顧禮全自小青梅竹馬，正當顧羽兩家安排二人婚事之際，禮全及亦姿在茶園附近的山野被襲，禮全被殺，亦姿被強姦成孕。亦姿產子後，竟發現兒子具洋人樣貌。軒將嬰孩送給車夫。亦姿後來嫁給年紀與父親軒相約的朝廷官員洪柏年，遷往上海。
軒老來得子羽亦行 ( 吳啟華飾 )。亦行幼年多病，羽家安排他娶沙中玉 ( 毛舜筠飾 ) 為童養媳，後因義和團之亂，中玉與羽家失散。數年後，已淪落風塵的中玉與亦行在上海重逢，在遭遇連串磨難後，兩人終成眷屬。但軒不滿中玉的出身，與子反目，亦行與中玉遠走佛山。
亦行憤恨清廷搜捕革命黨時濫殺無辜，決定往上海協助革命黨暗殺清廷大員，亦行因此被清廷通輯。茂鈞在痛失獨子後心底一直忌恨於羽家，為報復將亦行禁錮欲送交清廷。茂鈞一直覺得中玉貌似亡妻，意圖獨佔。中玉為救亦行，與茂鈞發生關係，亦行後來被混血巡捕蘇哈米 ( 關朝聰飾 ) 所救。亦姿在丈夫柏年病故後，與上海商人之子錢可夫 ( 戴志偉飾 ) 交往。此時亦姿重遇當年強姦自己的洋人，該洋人再欲強姦亦姿被她所殺，這時亦姿才知哈米是當年自己被姦後所生的兒子。在哈米協助下，亦姿、亦行及中玉一同返回祁門，哈米亦一同到祈門與外祖父軒相認。
亦姿雖重認親子，但男友可夫提出分手，自己的殺人罪名亦難以洗脫，故感命途坎坷而自殺身亡。中玉懷了茂鈞骨肉，亦行決定當他是自己親生兒子撫養，軒亦接受中玉為羽家媳婦。茂鈞妒忌軒有兒有孫，擄走中玉母子迫使軒賣出茶園。後來茂鈞得知中玉兒子是自己的骨肉，就想據為己有。中玉不欲兒子落入茂鈞手中，與他同歸於盡，留下亦行與哀思相伴餘生。

## 演員表
- 吳啟華 飾 羽亦行
- 毛舜筠 飾 沙中玉
- 鮑　方 飾 羽　軒
- 蘇杏璇 飾 羽莊惠嫻
- 林綺雯 飾 羽亦姿
- 馮偉林 飾 羽　貴
- 柳影虹 飾 水玲瓏
- 光　毅 飾 顧茂鈞
- 關朝聰 飾 蘇蝦米
- 戴志偉 飾 錢可夫
- 嚴秋華 飾 趙庚宜
- 駱應鈞 飾 梁巡捕
- 黃允材 飾 樂未央
- 張英才 飾 洪柏年
- 梁葆貞 飾 蔣　媽
- 河國榮 飾 Nelson
- 羅國維 飾 錢八通
- 吳博君 飾 阿　丙
- 麥皓為 飾 仇　五
- 黎耀祥 飾 金　福
- 李國平 飾 孫老師
- 淩　漢 飾 陳老爺
- 陳均榕 飾 李師傅
- 彭文堅 飾 顧禮全
- 黃一飛 飾 拉車夫

1. ↑  . www.mytvsuper.com.   [2024-02-06] （英语）.